# Dinheirosaurus
Dinheirosaurus là một chi khủng long Diplodocidae được biết đến từ các hóa thạch được phát hiện tại Bồ Đào Nha. Nó có lẽ là một loài Supersaurus. Loài duy nhất là Dinheirosaurus lourinhanensis, được mô tả lần đầu bởi José Bonaparte và Octávio Mateus năm 1999 bằng các đốt sống và vài hóa thạch khác từ thành hệ Lourinhã.